# Chlorophorus arciferus
Chlorophorus arciferus là một loài bọ cánh cứng trong họ Cerambycidae.